# Caspar Scheuren

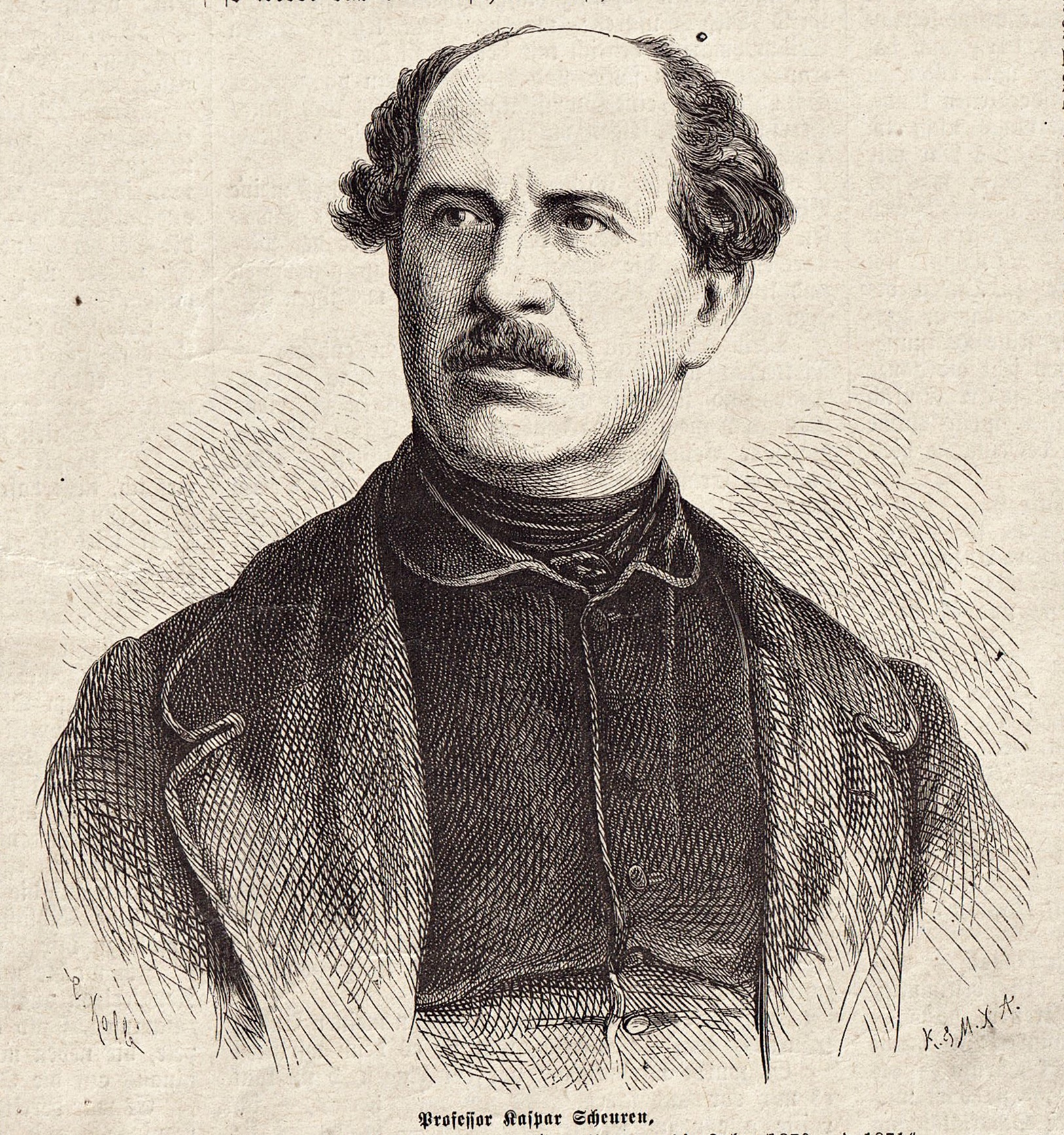
Caspar Scheuren

Caspar Johann Nepomuk Scheuren (* 22. August 1810 in Aachen; † 12. Juni 1887 in Düsseldorf) war ein deutscher Maler und Illustrator der Düsseldorfer Schule.

## Leben

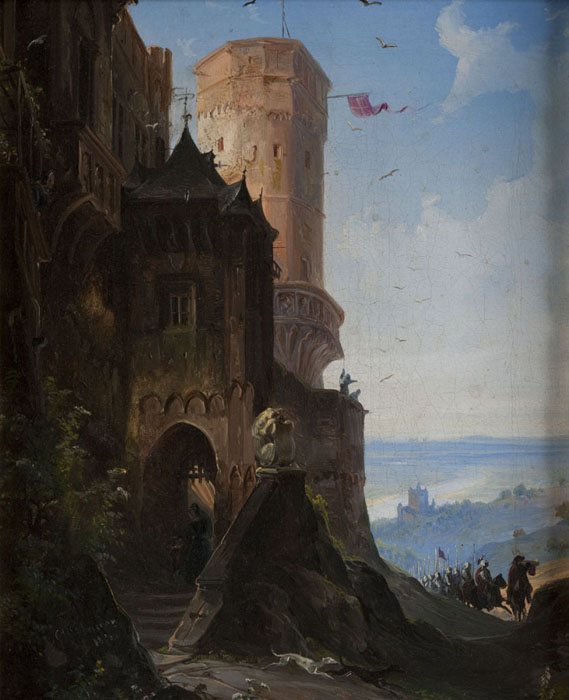
Burg am Rhein, 1836

Nach einer Ausbildung im Atelier des Vaters Aegidius Johann Peter Joseph Scheuren besuchte er von 1829 bis 1834 die Kunstakademie Düsseldorf. Dort wurde er ab 1832 in der 1. Klasse von Wilhelm Schadow unterrichtet. In den Klassen von Johann Wilhelm Schirmer entwickelte er sich zum Landschaftsmaler. In seinem romantischen Stil folgte er zunächst Vorbildern von Carl Friedrich Lessing und Schirmer. Noch vor der Gründung der ersten Landschafterklasse an der Düsseldorfer Akademie wanderte er mit Lessing und Schirmer im Rahmen des „Landschaftlichen Componirvereins“ durch wildromantische Gegenden der Eifel, des Mittelrheins und der Mosel. Wie Lessing erhielt er Anregungen durch die Lektüre von Walter Scott. 1835 unternahm er eine Italienreise, die ihn über Salzburg, Innsbruck und das Etschtal zum Gardasee führte. 1839 ließ er sich dauerhaft in Düsseldorf nieder.

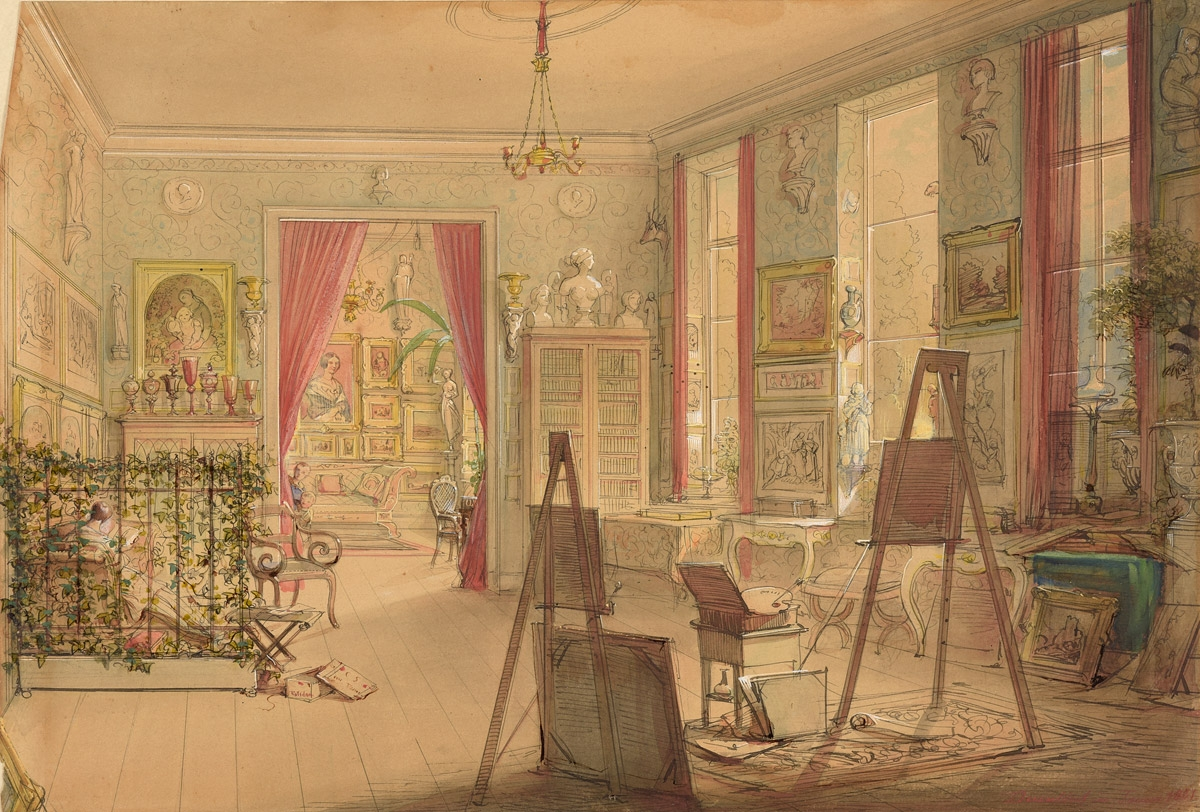
Düsseldorfer Interieur, 1851

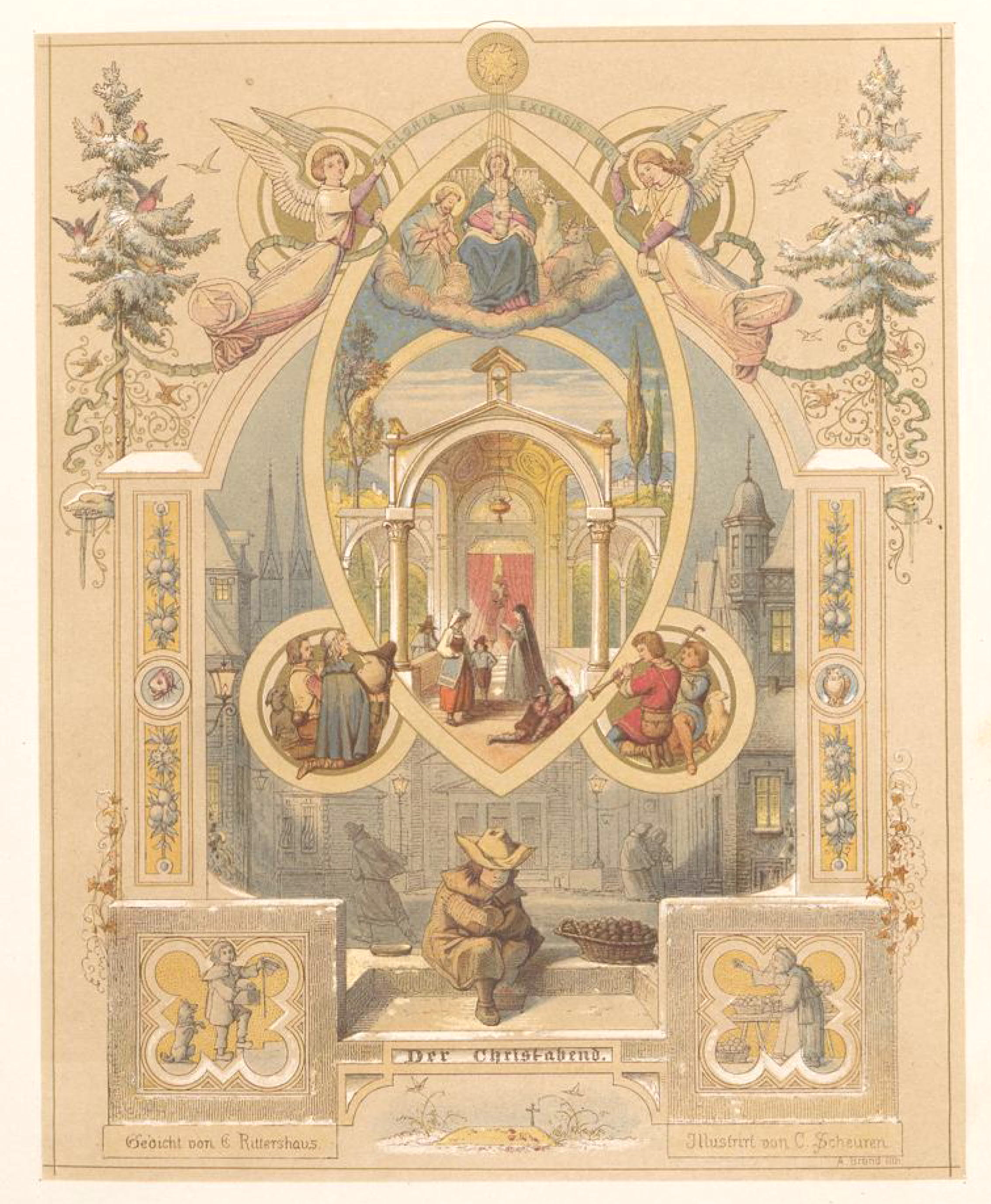
Der Christabend, Illustration im Düsseldorfer Künstler-Album, 1866

In vielen seiner Bilder behandelte er Sagen, Geschichten und Motive berühmter Gegenden des Rheins. Damit wurde er zu einem der bedeutendsten Protagonisten der Burgen- und Rheinromantik. Schon zu Ende der 1830er Jahre gab er die Landschaftsmalerei in Öl weitgehend auf und schuf als Grafiker ein neues Genre allegorisch gestalteter, fein gezeichneter, kolorierter Ansichten, Illustrationen, Widmungs- und Erinnerungsblätter, in denen Landschaft, Figuren und Ornamentik in phantasiereicher Weise vereinigt sind. Diese Werke wurden vielfach reproduziert, insbesondere im Rahmen der von Wolfgang Müller von Königswinter redigierten Düsseldorfer Künstler-Alben. Spätestens 1842 arbeitete er für den Düsseldorfer Verlag Arnz & Comp. zusammen. Für die Düsseldorfer Monathefte lieferte er Illustrationen.
Zu seinen Lebzeiten erfuhr er höchste Wertschätzung. Das preußische Königshaus, dem er zeitlebens verbunden blieb, erteilte ihm Aufträge. 1855 wurde er zum Professor ernannt. Der Aachener Geschichtsverein platzierte 1890 an seinem Geburtshaus in Aachen eine Gedenktafel.
Sein Werk wird derzeit auf rund 300 Gemälde, mehr als 400 Druckgrafiken und über 600 Aquarelle geschätzt. Sein Schloss Stolzenfels gewidmetes Album wurde von der Rheinischen Landesbibliothek in Koblenz digitalisiert. Darüber hinaus befinden sich Werke von Scheuren in der Nationalgalerie Berlin, der Neuen Pinakothek, München, und im Wallraf-Richartz-Museum, Köln. Ein Privatschüler Scheurens war der Maler Theodor Groll.
Scheurens Grab befindet sich auf dem Düsseldorfer Nordfriedhof.

## Werke (Auswahl)

### Gemälde
- 1821: Hl. Theresia Aquarell in Miniatur. 1897 Suermondt-Museum
- 1835: C. H. Steffens Porträt, 1897 Suermondt-Museum
- 1842: Burg Stolzenfels am Rhein, Öl auf Leinwand, Staatliche Schlösser und Gärten Hessen
- 1856: Die Stadt (Aachen) von der Burtscheider Höhe, Zeichnung, ca. 9,3 × 13,2 cm[5]
- vier kleinere Landschaften, zwei große Landschafts-Zeichnungen ebd.

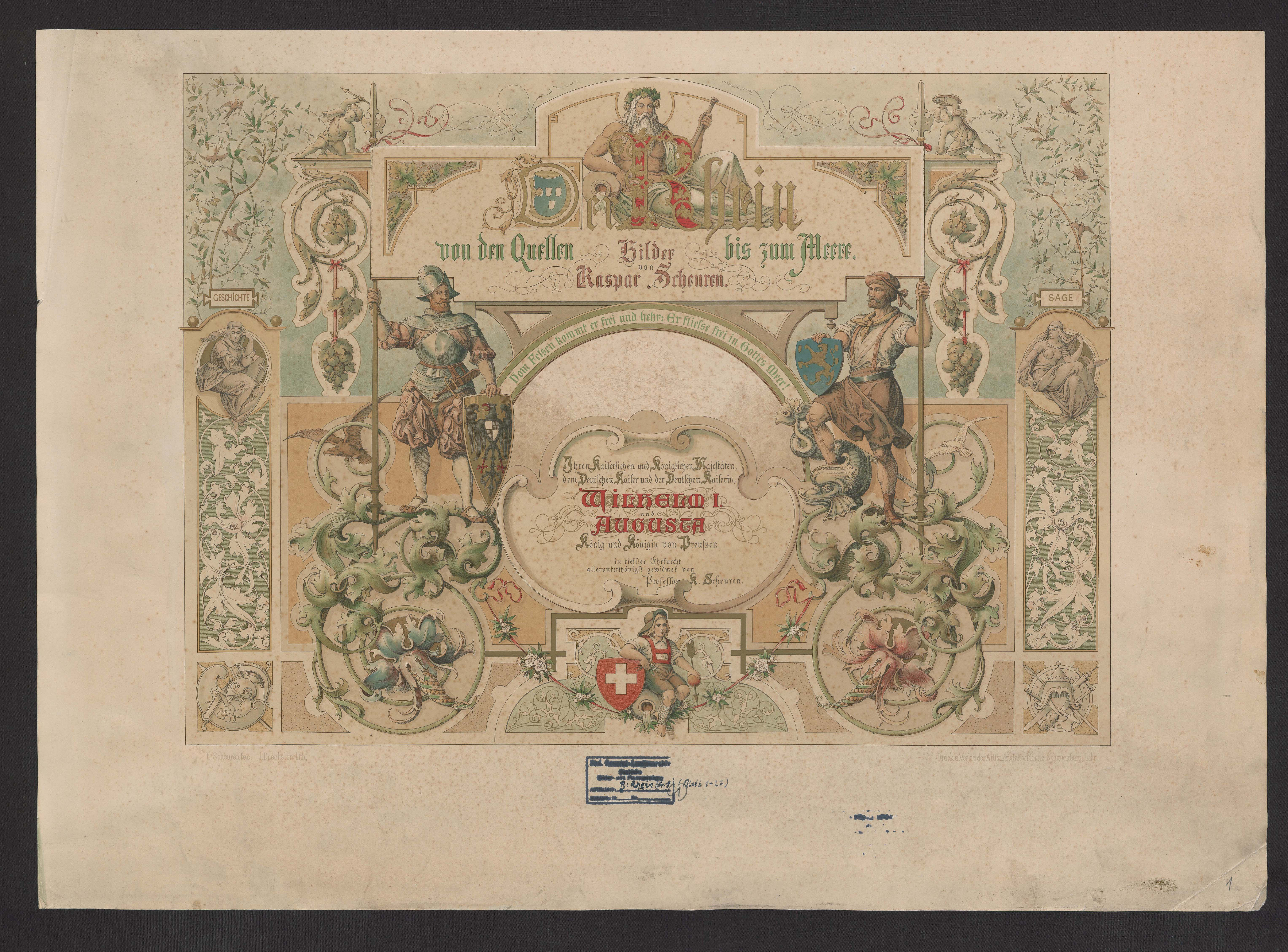
Album "Der Rhein von den Quellen bis zum Meere" 1883

- Album "Der Rhein von den Quellen bis zum Meere" 1883Rheinalbum bestehend aus 26 aquarellierten Blättern in Querfolio. Wallraf-Richartz-Museum, Köln[6]

- Caspar Scheuren: 26 Radirungen. Mannheim Artaria & Fontaine, 1846. Digitalisierte Ausgabe
- Weihnachts-Album, 15 Farbendrucke nach Gemälden Düsseldorfer Künstler in Mappe, Düsseldorf 1853
- The Dusseldorf artist’s (!) album, edited & translated by Mary Howitt, with original contributions by various English poëts. Düsseldorf/London 1854
- Album deutscher Kunst und Dichtung, hrsg. von Friedrich Bodenstedt. Mit Holzschnitten nach Originalzeichnungen der Künstler, ausgeführt von Richard Brend’amour, Grote, Berlin 1867.
- Der Kedrich, eine Dichtung nach Rheinsagen, von A. Mayer, Aachen 1872
- Der Rhein, von den Quellen bis zum Meere, Bilder von Kaspar Scheuren, Lahr 1883

### Texte
- Das Nahe-Thal: von dem Ursprunge der Nahe bis zu ihrer Mündung in den Rhein. Coeln: Gebrüder Kehr & Niessen, Köln 1834
- Die Rhein-Anlagen bei Coblenz. Berlin: Loeillot, 1866.
- Vom deutschen Rhein: mit landschaftlichen und architektonischen Ansichten nebst Illustrationen zu rheinischen Dichtungen. Coblenz am Rhein: Groos, 1877
- Stätten der Erinnerung an die Königin Luise im Rahmen mündlicher Ueberlieferungen. Aufgezeichnet von Caspar Scheuren und Elise Polko. Düsseldorf Baumann, 1878 Digitalisierte Ausgabe
- Rhein-Album. Düsseldorf Rings, ca. 1880. Digitalisierte Ausgabe

### Illustrationen (Auswahl)
- Die Chronik der Stadt Cöln, mit Illustrationen von Nikolaus Hocker, Max Hess, C. Scheuren, J. B. Sonderland. Düsseldorf 1857
- Allgemeines Deutsches Commersbuch, unter musikalischer Redaction von Friedrich Silcher u. Fr. Erk. Hrsg. von Hermann und Moritz Schauenburg. Lahr Schauenburg, 1857. Digitalisierte Ausgabe
- Fischerleben in Lust und Leid: zwei Tage in 22 Bildern, von C. Scheuren. Dichtung von Hermann Ellen, Gera 1859
- Jubel-Kalender zur Erinnerung an die Völkerschlacht bei Leipzig vom 16.–19. Oct. 1813 mit Illustrationen nach Originalzeichnungen von August Beck, C. und E. Kirchhoff und Caspar Scheuren. Weber, Leipzig 1863.
- Aquarelle Düsseldorfer Künstler : den kunstsinnigen Damen gewidmet. Düsseldorf Arnz, 1861. Digitalisierte Ausgabe
- Deutsche Dichtungen mit Randzeichnungen deutscher Künstler. Düsseldorf Buddeus, (Bände 1–2) 1843. Digitalisierte Ausgabe
- Max Schaffrath: Dichtungen. Düsseldorf Breidenbach, 1875. Digitalisierte Ausgabe
- Diplom des Vereins der Ärzte des Regierungsbezirkes Düsseldorf für Herrn ... als ... Mitglied : der Vorstand/Verein der Ärzte. Cöln Levy-Elkan, 1846. Digitalisierte Ausgabe
- Einladung für ... zur Feier der Fahnenweihe, Düsseldorfer Männer-Gesang-Verein, am 16. Sept. 1848 : Anfang Nachmittag 4 Uhr im Geislerschen Lokale. Severin, Düsseldorf 1848 Digitalisierte Ausgabe
- In: Frauen-Brevier für Haus und Welt : Eine Auswahl der besten Stellen aus namhaften Schriftstellern über Frauenleben und Frauenbildung. Leipzig Amelang, 1893 (7. Aufl.). Digitalisierte Ausgabe
- Franz Grünmeijer: Gebete im Geiste der katholischen Kirche. Düsseldorf Elkan, Bäumer & Co, ca. 1842. Digitalisierte Ausgabe
- Catharina Diez, Ostermorgen eines Küsters, Geschenk für die Deutsche Pestalozzi-Stiftung, Illustriert von C. Scheuren. Radirt von Triebel, von Blomberg, Scholz u. a. Berlin 1847
- Katharina Diez: Ostermorgen eines Küsters. Berlin Diesterweg u. Kalisch, 1847. Digitalisierte Ausgabe
- Norwegisches Bauernleben. Ein Cyclus in 10 Bildern. Von Adolph Tidemand. Mit allegorischem Titel in Farbendruck, entworfen v.  C. Scheuren. Nach den Original-Cartons, zu den für die Königliche Villa „Oskarshall“, bei Christiania, ausgeführten Gemälden, lithographiert v. J. B. Sonderland. Düsseldorf Schulte, 1852, 2. Aufl. Digitalisierte Ausgabe
- Märchen und Sagen für Jung und Alt. Düsseldorf Arnz : Voß, 1857, Band 2. Digitalisierte Ausgabe
- Ludwig Bund (Hrsg.): Lieder der Heimath : Eine Sammlung der vorzüglichsten Dichtungen im Bilderschmucke deutscher Kunst. Düsseldorf Breidenbach, 1868. Digitalisierte Ausgabe
- Friedrich Hackländer: Tag und Nacht : Eine Geschichte in vierundzwanzig Stunden. Stuttgart Hallberger, 1860, 2 Bde. Digitalisierte Ausgabe
- K. Stieler, H. Wachenhusen, F. W. Hackländer: Rheinfahrt : Von den Quellen des Rheins bis zum Meere. Stuttgart Kröner, 1875. Digitalisierte Ausgabe
- Vom deutschen Rhein : Mit landschaftlichen u. architektonischen Ansichten nebst Illustrationen zu rheinischen Dichtungen, in 50 Blättern. Düsseldorf Breidenbach & Baumann, 1876/1877. Digitalisierte Ausgabe
  - Vom deutschen Rhein : Mit landschaftlichen u. architektonischen Ansichten nebst Illustrationen zu rheinischen Dichtungen, in 25 Blättern. Köln Neubner, 1877. Digitalisierte Ausgabe
  - Vom deutschen Rhein : Mit landschaftlichen u. architektonischen Ansichten nebst Illustrationen zu rheinischen Dichtungen, in 25 Blättern. Düsseldorf Baumann, 1879. Digitalisierte Ausgabe
- Elise Polko, Neues Märchenbuch, musikalische Skizzen und Träumereien, mit einem farbigen Titelbild von Caspar Scheuren, Minden 1884
- Sage und Geschichte des Rheines, rheinisches Leben der Gegenwart. Digitalisierte Ausgabe